# 準噶爾鱷
準噶爾鱷屬（意為「準噶爾的鱷魚」）是種已滅絕鱷形超目動物，生存於侏羅紀中期的中國。模式種是史氏準噶爾鱷（J. sloani），化石發現於新疆準噶爾盆地五彩灣的石樹溝組下部地層，年代約在巴通階至卡洛夫階之間。

## 體徵
準噶爾鱷的頭部具有一些類似現代鱷魚的特徵，頭顱骨的形態介於喙頭鱷類與中真鱷類之間。如同其他喙頭鱷類，準噶爾鱷的四肢顯示牠們可以在陸地上移動，而非現代鱷魚的半水生生活方式；這些特徵包含：球窩型的肩膀關節、肱骨垂直向下、手掌成三趾型。

## 外部連結
- In Crocodile Evolution, the Bite Came Before the Body （页面存档备份，存于） (article at National Geographic)